# 上原実矩
上原 実矩（うえはら みく、1998年11月4日 - ）は、日本の女優、モデル。東京都出身。

## 経歴・人物
小学2年生の頃から子役として芸能活動を始め、2007年にNHK教育テレビのエンタテインメント番組『シャキーン!』に出演。
Sugar&Spiceを経て、ヒラタオフィス所属。
2024年6月末にヒラタオフィスを離れ、METEORAに所属。
2010年に映画『君に届け』で主人公の少女期を演じ、これが女優デビュー作となる。2013年にはテレビドラマ『放課後グルーヴ』でレギュラー出演。2015年には映画『暗殺教室』では真面目な女子中学生、映画『ガールズ・ステップ』ではヤンキー女子高生と、正反対のタイプの女学生役を好演した。
2019年、沖縄国際映画祭出品作の『この街と私』で初主演。
女優業のほかに、モデル業やMVなどでも活動する。

## 出演

### 映画
- 君に届け（2010年9月25日、東宝） - 黒沼爽子（演：多部未華子の少女期） 役
- 風俗行ったら人生変わったwww（2013年11月9日、セディックインターナショナル / 電通） - 東出 役
- 大人ドロップ（2014年4月4日、東宝映像事業部）
- 暗殺教室（2015年3月21日、東宝） - 奥田愛美 役
- ガールズ・ステップ（2015年9月12日、東映） - 貴島美香 役[5]
- 暗殺教室〜卒業編〜（2016年3月25日、東宝） - 奥田愛美 役[6]
- 全員、片想い「MY NICKNAME is BUTATCHI」（2016年7月2日、東映） - カンザキ 役
- ろくでなし（2017年4月15日、C・C・P）  - 木内幸子 役[7]
- 飢えたライオン（2018年9月15日、キャットパワー） - 杉本明日香 役
- 来る（2018年12月7日、東宝） - 巫女 役
- 僕らは春が来る前に - 安藤真白 役
- 私がモテてどうすんだ（2020年7月10日、東宝） - 中野あまね 役
- 宇宙でいちばんやさしい時間（2020年9月18日、VRショートムービー） - 山崎夏美 役[8]
- 青葉家のテーブル（2021年6月18日、エレファントハウス） - 与田あかね 役[9]
- 余命10年（2022年3月4日、ワーナー・ブラザース映画） - 美弥 役
- この街と私（2022年3月4日、アルミード） - 主演・村田美希 役[10]
- 流浪の月（2022年5月13日、ギャガ） - 野澤泉 役
- ぜんぶ、ボクのせい（2022年8月11日、ビターズエンド）
- ミューズは溺れない（2022年9月30日、カブフィルム）- 主演・木崎朔子 役[11]
- パレード(2024年2月26日、Netflix) - 茜 役

### テレビドラマ
- 放課後グルーヴ（2013年4月22日 - 6月24日、TBS） - 鴨志田映見 役
- 武士の娘 鉞子とフローレンス～奇跡のベストセラーを生んだ日米の絆～（2015年、NHK） - 杉本鉞子（少女期） 役
- 賢者の愛（2016年8月20日 - 9月10日、WOWOW） - 朝倉百合（高校時代） 役
- 新宿セブン 第7話（2017年11月24日、テレビ東京） - 鈴麗 役[12]
- ストロベリーナイト・サーガ 第4話（2019年5月2日、フジテレビ） - 内村珠希 役
- 神様のカルテ（2021年2月15日 - 3月1日、テレビ東京） - 御影深雪 役[13]
- ユーチューバーに娘はやらん!（2022年1月17日 - 3月28日、テレビ東京） - 村木美香（ミカジャン） 役[14]
- 大河ドラマ 鎌倉殿の13人（2022年、NHK） - 侍女 役

### インターネットドラマ
- ランナーズ/クロスロード（2017年7月14日配信開始） - 来栖美玲  役
- 紺田照の合法レシピ（2018年3月6日配信開始、Amazon Prime Video）
- がっこう××× 〜もうひとつのがっこうぐらし!〜（2019年1月16日配信開始、Amazon Prime Video） - 篠原実咲 役[注 1][15]
- 全裸監督（2019年8月8日配信開始、Netflix） - 高橋聡子  役
- 主人公（2019年9月2日 - 10月7日、YouTube） - 大平春菜 役[4]
- スマホラー「迷う」（2021年7月30日配信開始、smash.）
- チャンネル登録お願いします!（2022年2月21日 - 3月28日、Paravi） - ミカジャン 役[16]
- アクトレス（2023年4月14日 - 6月9日、Lemino） - 加藤里英役
- 『I am…』23歳たち「KOKORO」（2024年1月26日配信、FOD / 3月4日、フジテレビ）[17][18][19] - まゆり役
- 透明なわたしたち（2024年9月16日 - 10月21日、ABEMA） - 佐々木茜音 役[20]
- 外道の歌（2024年12月6日配信）
- 私の夫と結婚して（2025年6月27日配信、AmazonPrime） -  瑠璃 役
- グラスハート（2025年7月31日配信、Netflix） -  小森瑛子 役

### 舞台
- 『エミリア・ガロッティ』（2023年10月14日-26日） - 主演・エミリア・ガロッティ  役

### ラジオドラマ
- 青春アドベンチャー 滅びの前のシャングリラ（2022年9月19日 - 30日、NHK-FM） - 若い静香 / 秋穂 役

### その他テレビ番組
- シャキーン!（2007年、NHK教育テレビ）
- J-MELO（2010年、NHK）
- 時々迷々 「ウソ・ウソ・ウソ」（2010年12月8日、NHK Eテレ） - トモカ 役[注 2][21]

### MV
- SHISHAMO 「君と夏フェス」（2014年7月2日）
- SHISHAMO 「君とゲレンデ」（2015年12月2日）
- SHISHAMO 「さよならの季節」（2015年3月4日）
- KANA-BOON「Fighter」（2017年3月1日）
- 高井息吹「今日の秘密」（2017年12月20日）[22]
- BUMP OF CHICKEN 「Aurora」（2019年3月14日）
- SHISHAMO 「人間」（2020年12月2日）[23]
- SHISHAMO 「恋する -10 YEARS THANK YOU-」（2022年11月13日）
- Tani Yuuki「笑い話」（2024年5月20日)

### CM
- モスバーガー「テリヤキバーガー」篇（2016年）
- ゆうちょ銀行「父の単身赴任」篇（2016年 - 2017年）
- NTTドコモ「For ONEs」篇（2016年 - 2017年）
- 日本民間放送連盟　違法配信撲滅キャンペーン「ヤンキー校」篇（2017年 - 2020年）
- アサヒ飲料 カルピス 100周年「宣言」篇「卒業」篇「七夕」篇（2019年 - 2020年）
- スペースシャワーTV「青春の爆発　女子高校生」編（2020年）
- YouTube Premium「ヘアメイク」篇（2020年）
- Pokémon GO「散歩ではじめる」篇（2020年）
- 牛乳石鹼「らしさの湯」篇（2024年）
- アクサダイレクト自動車保険「今日も気を付けて　見えやすい自己解決篇」（2025年)
- サッポロサワー氷彩（2025年）
- Heineken Japan(2025年)

## 受賞歴
2021年度
- 第22回TAMA NEW WAVE グランプリ・ベスト女優賞「ミューズは溺れない」
- 第15回田辺・弁慶映画祭 弁慶グランプリ・観客賞・フィルミネーション賞「ミューズは溺れない」